# Samuel (biskup koptyjski)
Samuel (ur. 15 czerwca 1951) – duchowny Koptyjskiego Kościoła Ortodoksyjnego, od 2013 biskup Tamuh.

## Życiorys
W 1983 złożył śluby zakonne w monasterze św. Samuela Wyznawcy. Święcenia kapłańskie przyjął w 1987. Sakrę biskupią otrzymał 10 marca 2013.